# 吉野北高校図書委員会
『吉野北高校図書委員会』（よしのきたこうこうとしょいいんかい）は、山本渚による日本のライトノベル。イラストは今日マチ子が担当している。第3回ダ・ヴィンチ文学賞編集長特別賞受賞作。MF文庫ダ・ヴィンチ（メディアファクトリー）より2008年8月から2009年12月まで刊行された。
今日マチ子による漫画版が『ダ・ヴィンチ』（KADOKAWA）にて2014年5月号から2016年7月号まで連載された後、同誌のWebサイト「ダ・ヴィンチニュース」に移籍して同年8月6日から2017年12月8日まで連載された。

## ストーリー
吉野北高校二年の川本かずらは「彼女なんて作らない」と言っていた、男友達の武市大地と大好きな後輩の上森あゆみが付き合いだし、自分の中の微妙な気持ちに気付く。一方かずらの友達の藤枝高広は、大地への気持ちにふたをするかずらへの想いが抑えきれなくなる。

## 登場人物
川本かずら
主人公。図書委員会副委員長。しっかり者でさばさばした性格。大地とはツーカーの仲。女の子らしくてかわいい後輩であるあゆみのことも大好き。大地とは仲が良かったが、あゆみと大地が付き合いだしてから無意識に寂しいと思うようになる。
武市大地
かずらの親友。特別進学クラスの七組に在籍している。図書委員会の副委員長で、ハンドボール部の部長も兼ねる。ある考えから「彼女なんて作らない」と言っていたが、一学年下のあゆみに告白されて付き合い出す。みんなに優しく気配り上手。
岸本一 / ワンちゃん
図書委員会の委員長で、かずらの友人。穏やかで落ち着いた性格。特別進学クラスの一組に在籍している。
藤枝高広
かずらのケンカ友達で図書委員会書記。一年の時は図書委員ではなかったが、ある出来事がきっかけで二年から図書委員の幹部になる。大地への気持ちに蓋をするかずらを見て抑えきれずに、告白してしまう。
上森あゆみ
かずら達の一学年下で、大地の恋人。女の子らしくかわいい性格と外見をしている。
西川行夫 / ゆきおくん
かずら達の同級生で図書委員会委員。E.T.を人間にしたような容貌で、かなりのオタクである。「ゆきおくん」と呼ばれ、女子を中心に後輩たちからも避けられている。
牧田先生
図書室の司書。眼鏡をかけた綺麗で優しい女の先生。生徒たちのことをとても気遣っている。

## 既刊一覧

### 小説
- 山本渚（著） / 今日マチ子（イラスト）、メディアファクトリー〈MF文庫ダ・ヴィンチ〉、全3巻
- 山本渚『吉野北高校図書委員会』2008年8月25日発売[6]、ISBN 978-4-8401-2413-3
  - 「新装版」2014年6月20日発売[7]、ISBN 978-4-04-102603-8
- 山本渚『吉野北高校図書委員会2 委員長の初恋』2009年2月21日発売[8]、ISBN 978-4-8401-2701-1
  - 「新装版」2014年8月23日発売[9]、ISBN 978-4-04-102606-9
- 山本渚『吉野北高校図書委員会3 トモダチと恋ゴコロ』2009年12月25日発売[10]、ISBN 978-4-8401-3141-4
  - 「新装版」2014年10月25日発売[11]、ISBN 978-4-04-102607-6

### 漫画
- 山本渚（原作） / 今日マチ子（作画） 『吉野北高校図書委員会』 KADOKAWA、全3巻
  1. 2015年4月23日発売[12]、ISBN 978-4-04-067605-0
  2. 2016年7月27日発売[13]、ISBN 978-4-04-068463-5
  3. 2018年5月30日発売[14]、ISBN 978-4-04-069723-9